# 临江路
临江路，中国元朝时设置的路。
北宋淳化三年（992年），分割袁州、吉州、筠州设置临江军。元朝至元年间改为临江路，治所在清江县（今江西省樟树市临江镇）。下辖清江县、新淦州、新喻州。包括今江西省樟树市、峡江县、新干县、新余市等地。龙凤九年（癸卯年，1363年），朱元璋改为临江府。1913年废除临江府。